# پورتو آکری
پورتو آکری (به پرتغالی: Porto Acre) یکی از شهرستان های برزیل است که در اکری واقع شده‌است.

## خصوصیات
پورتو آکری ۲٬۹۸۵ کیلومترمربع مساحت و ۱۳٬۷۱۶ نفر جمعیت دارد.